# Пабло де ла Торрієнте
Пабльо де ля Торрієнте Брау (нар. 12 грудня 1901, Сан-Хуан, Пуерто-Рико — пом. 19 грудня 1936, Махадаонда, провінція Мадрид, Іспанія) — іспанський письменник і відомий кубинський журналіст XX століття. Також бойовик Інтернаціональних бригад.

## Біографія

### Походження та молоді роки
Народився в Сан-Хуан-де-Пуерто-Рико 12 грудня 1901. Онук історика Сальвадора Брау. У дитинстві подорожував з батьками Іспанією, а потім Кубою і його рідним Пуерто-Рико, поки його родина остаточно не оселилася на Кубі.
У 9 років написав свою першу статтю для газети «El Ateneísta». Через чотири роки вступив до Інституту середньої освіти Сантьяго-де-Куба. Закінчив середню школу в Гавані, куди переїхала родина. У січні 1920 вирушив до Сабаназо (східна частина Куби), де планував побудувати цукровий завод. Там він познайомився з Тете Касузо, яка через декілька років стала його дружиною.
У той час опублікував статті в журналі «Nuevo Mundo», де також був редактором, розповсюджувачем і агентом підписки. Пізніше працював у «Комісії у справах боргів» Департаменту охорони здоров'я, а також секретарем у юридичній фірмі Фернандо Ортіс Фернандес.
28 лютого 1930 року була опублікована його перша книга оповідань «Батей». У липні того ж року одружився з Терезою Касузо Морін, привабливою вісімнадцятирічною дівчиною, жінкою, яка завжди буде супроводжувати його. Пабльо часто залишав свідчення своєї любові до неї в оповіданнях і листах, і вони трималися разом і на Кубі, і в еміграції, поки їх не розділила громадянська війна в Іспанії та передчасна смерть Пабльо. 30 вересня він брав участь у демонстрації, організованій проти злочинів і зловживань уряду диктатора Херардо Мачадо. Під час сутички студентів з поліцією в цей день студентський лідер Рафаель Трехо Гонсалес був смертельно поранений, а Пабльо — поранений в голову.

### Ув'язнення і вигнання
3 січня 1931 року Пабльо був заарештований і відправлений до Гаванської в'язниці в Кастільо-дель-Принсіпі. На вигнанні він пише серію статей «105 днів ув'язнення», опублікованих у газеті «Ель Мундо». Невдовзі він знову був заарештований і на цей раз переселився і замкнувся в так званому «Президіо Модело», Ісла де Пінос .
З досвіду проживання у Президіо Модело з'явився «Острів 500 вбивств», серія з тринадцяти статей, які він опублікував у газеті «Ahora», що пізніше послужили базою для написання книги «Presidio Modelo», яку він присвятив тій, хто підживлював його велику любов до життя: «До Тете Касузо, яка писала мені листа кожного дня із п'ятисот, протягом яких я був ув'язнений». У травні 1933 року його перевели у в'язницю в Гавані і звільнили. Він виїхав на вигнання з дружиною на борту іспанського пароплава «Cristóbal Colón» («Христофор Колумб»), висадившись у Нью-Йорку. Звідти Пабльо продовжував боротьбу проти диктатури Герардо Мачадо, який остаточно був скинутий 12 серпня.
Після повернення на Кубу опублікував «Tierra o Sangre», серію повідомлень, в яких викривав зловживання, вчинені проти кубинського селянства. Працював над різними темами, переважно спортивними і соціальними, його публікації друкувалися у виданнях «El Mundo», «Bohemia», «Social», «Posters», «Alma Mater», «Line і Orb».
Падіння тирана не означало політичних змін на острові, і боротьба тривала. 1935 року було оголошено загальний страйк, але це не вдалося, і Пабльо змушений був знову виїхати у вигнання. Кінцевим місцем призначення став знову Нью-Йорк. Однак його бажання писати і боротися за кращу долю Куби привели його до співпраці із журналми «Bohemia» і «Carteles», під псевдонімом «Карлос Рохас» («Carlos Rojas»).

### Громадянська війна в Іспанії
18 липня 1936 року почалася Громадянська війна в Іспанії, і Пабльо пішов на фронт як кореспондент. 28 серпня йому вдалося вирушити на корабель Іль-де-Франс як кореспондент журналів New Masses (Нью-Йорк) і «El Machete» (Мексика).  Він пройшов через Брюссель, де взяв участь в «мирному конгресі». Після прибуття до Іспанії, під час перебування в Барселоні, а потім у Мадриді, присвятив себе збору свідчень і написання пам'ятних хронік.
11 листопада призначений військовим комісаром і членом штабу 109-го батальйону 7-ї дивізії.. Наступного тижня увійшов в Мадрид. 28 листопада зустрічався з поетом Мігелем Ернандесом. 17 грудня йому наказали пройти до Махадаонди. Пабльо загинув через два дні від пострілу. Його тіло лежало декілька днів, поки не було перенесене і поховане в безпечному місці.
Поет Мігель Ернандес присвятив йому свою «Другу Елегію»\: «Пабло де ла Торрієнте, / залишився в Іспанії / і моя душа впала».
Коли республіка впала, його останки були захоплені відступаючими кубинцями і не могли бути поховані на цвинтарі. Однак, нарешті, в грудні 2018 року його останки поховали: «… на цвинтарі Монжуїк, в Барселоні. Завдяки розслідуванням членів Асоціації членів міжнародних бригад (ААБІ) було достатньо матеріалу для того, щоб продовжити ексгумацію, ідентифікацію та передачу його останків на Кубу, за його заповітом, що стосувався можливості його смерті в Іспанії». У 1940 була опублікована його книга «Aventuras de un soldado desconocido cubano», незакінчена робота, написана на другому засланні в Нью-Йорку.